# Métro léger de Sobral
 (mai 2019).
Le métro léger de Sobral est un métro situé à Sobral, dans l'État du Ceará, au Brésil. Il sera composé à terme de deux lignes. Son ouverture est prévue en 2015.

## Lignes
Le réseau comprendra à terme deux lignes.

### Ligne Grendene
Estaçâo Cohab III - Estaçao de Manutenção (6 stations, 6,7 km)

### Ligne Sumaré
Estaçao Sumaré  - Estaçâo Cohab II (6 stations, 7,2 km)